# Hévíz (jezero)
Hévíz  (mađarski: Hévízi-tó) je jezero u Zalskoj županiji u Mađarskoj. Nalazi se zapadno od Balatona, 8 km od grada Kestela.
S površinom od 47,500 kvadratnih metara jedno je od najvećih termalnih jezera na svijetu. Protok vode je vrlo jak, a jezero u potpunosti u jednom danu promijeni vodu. Voda ima ljekovita svojstva te je korisna za pacijente koji boluju od reumatskih bolesti i poremećaja lokomotornog sustava. Stoga je razvijen zdravstveni turizam. Tu se nalazi državna bolnica za reumatologiju i rehabilitaciju.
Preko ljeta normalna prosječna temperatura vode se kreće u rasponu od 33 do 35 °C, a u toplijim danima u rasponu i do 36 - 38 °C. Preko jeseni i zime prosječna temperatura vode je u rasponu od 24-26 °C. Također na jugu je i kanalni odtok preko kojeg višak vode otiče u rijeku Zala i dalje u Balaton.
Zbog temperature i kemijskog sastava vode jezero ima jedinstveni biljni i životinjski svijet. Nekoliko vrsta može se naći samo u ovom jezeru.

## Vanjske poveznice
- zaštite prirode području Balatona
- Heviz  Arhivirana inačica izvorne stranice od 27. svibnja 2016. (Wayback Machine)
- slike, karte, ronjenje u jezeru Hévíz  Arhivirana inačica izvorne stranice od 6. srpnja 2016. (Wayback Machine)

### Drugi projekti
|  | Zajednički poslužitelj ima još gradiva o temi Hévíz (jezero) |